# Eugène Labiche
Eugène Marin Labiche (Parigi, 6 maggio 1815 – Parigi, 22 gennaio 1888) è stato un drammaturgo francese.

## Biografia
Studente del Liceo Condorcet ed ivi diplomatosi, intraprese a diciannove anni, nel 1834, un viaggio in Italia con alcuni amici, tra cui il futuro storico e drammaturgo Alphonse Leveaux.
Fu tra gli esponenti più importanti e rappresentanti del vaudeville. Scrisse sotto vari pseudonimi, molti dei quali nascondevano in realtà collettivi di autori.
Il 28 febbraio 1880 venne eletto membro dell'Académie française.
Labiche produsse un significativo numero di opere teatrali, all'incirca 174. La sua opera più conosciuta è la farsa Un chapeau de paille d'Italie scritta con Marc-Michel nel 1851, da cui il compositore Nino Rota ha tratto nel 1945 l'opera lirica Il cappello di paglia di Firenze (dal lavoro teatrale sono stati derivati anche due film).
È sepolto nel cimitero di Montmartre a Parigi.

## Opere per il teatro
- 1837
  - La cuvette d'eau
- 1838
  - Monsieur de Coyllin ou L'Homme infiniment poli.
  - Le Capitaine d'Arcourt ou la Fée du Château.
  - L'avocat Loubet
- 1839
  - La clé des champs (suo unico romanzo)
  - La forge des Châtaigniers
  - La peine du Talion
  - L'article 960 ou la Donation
- 1840
  - Le fin mot
  - Bocquet père et fils ou le Chemin le plus long
  - Le lierre et l'ormeau
- 1842
  - Les circonstances atténuantes
- 1843
  - L'homme de paille
- 1844
  - Le Major Cravachon
  - Deux papas très bien ou la Grammaire de Chicard
- 1845
  - Le roi des Frontins
  - L'École buissonnière
  - L'enfant de la maison
- 1846
  - Mademoiselle ma femme
  - Rocambolle le bateleur
  - Frisette
  - L'inventeur de la poudre
- 1847
  - L'avocat pédicure
  - La chasse aux jobards
  - Un homme sanguin
  - L'art de ne pas donner d'étrennes
- 1848
  - Un jeune homme pressé
  - Le club champenois
  - Oscar XXVIII
  - Le baromètre ou la Pluie et le beau temps
  - Une chaîne anglaise
  - À moitié chemin
  - Histoire de rire
  - Agénor le dangereux
  - Une tragédie chez M. Grassot
  - A bas la famille ou les Banquets
- 1849
  - Madame veuve Larifla
  - Les manchettes d'un vilain
  - Un monsieur qui pose
  - Une dent sous Louis XV
  - Mon ours
  - Trompe-la-balle
  - Exposition des produits de la République
  - Rue de l'Homme-Armé, numéro 8 bis
  - Pour qui voterai-je ?
- 1850
  - Embrassons-nous, Folleville!
  - Traversin et couverture
  - Un garçon de chez Véry
  - Le Sopha
  - La fille bien gardée
  - Un bal en robe de chambre
  - Les petits moyens
  - Les prétendus de Gimblette
- 1851
  - Une clarinette qui passe
  - La femme qui perd ses jarretières
  - On demande des culottières
  - Mam'zelle fait ses dents
  - En manches de chemise
  - Un chapeau de paille d'Italie (Un cappello di paglia di Firenze)
- 1852
  - Maman Sabouleux
  - Un monsieur qui prend la mouche
  - Soufflez-moi dans l'œil
  - Les suites d'un premier lit
  - Le misanthrope et l'auvergnat
  - Deux gouttes d'eau
  - Piccolet
  - Edgar et sa bonne
  - Le chevalier des dames
  - Mon Isménie.
  - Une charge de cavalerie.
- 1853
  - Un ami acharné
  - On dira des bêtises
  - Un notaire à marier
  - Un ut de poitrine
  - La chasse aux corbeaux (Caccia ai corvi)[1]
  - Un feu de cheminée
  - Le pompadour des Percherons
- 1854
  - Deux profonds scélérats
  - Un mari qui prend du ventre
  - Espagnolas et Boyardinos
  - Les Marquises de la Fourchette
  - Ôtez votre fille, s'il vous plaît
- 1855
  - La perle de la Canebière
  - Monsieur votre fille
  - Les précieux
- 1856
  - Les cheveux de ma femme
  - En pension chez son groom
  - Monsieur de Saint-Cadenas
  - La fiancée du bon coin
  - Si jamais je te pince!... (Se una volta ti pesco)[2]
  - Mesdames de Montenfriche
  - Un monsieur qui a brûlé une dame
- 1857
  - Le bras d'Ernest
  - L'affaire de la rue de Lourcine
  - La dame aux jambes d'azur
  - Les noces de Bouchencœur
  - Le secrétaire de Madame
  - Un gendre en surveillance
- 1858
  - Je croque ma tante
  - Le clou aux maris
  - L'avare en gants jaunes
  - Deux merles blancs
  - Madame est aux eaux
  - Le grain de café
  - Le Calife de la rue Saint-Bon
  - En avant les Chinois !
- 1859
  - L'avocat d'un grec
  - L'amour, un fort volume, prix 3 F 50 c
  - L'École des Arthur
  - L'omelette à la Follembuche
  - Le Baron de Fourchevif
  - Les petites mains
  - Voyage autour de ma marmite
  - Le rouge-gorge
- 1860
  - J'invite le colonel !
  - La sensitive
  - I due timidi (Les deux timides)[3][4]
  - Le voyage de Monsieur Perrichon (Il viaggio del signor Perrichon)[5]
  - La famille de l'horloger
  - Un gros mot
- 1861
  - J'ai compromis ma femme
  - Les vivacités du capitaine Tic (L'impazienza del capitano Tic)
  - L'amour en sabots
  - Le mystère de la rue Rousselet
  - La poudre aux yeux
- 1862
  - La station Champbaudet
  - Les petits oiseaux
  - Le premier pas
  - Les 37 sous de M. Montaudoin
- 1863
  - La dame au petit chien
  - Permettez, Madame !...
  - Célimare le bien-aimé
  - La commode de Victorine
- 1864
  - La cagnotte[6]
  - Moi
  - Un mari qui lance sa femme
  - Le point de mire
- 1865
  - Premier Prix de piano
  - L'homme qui manque le coche
  - La bergère de la rue Monthabor
  - Le voyage en Chine
- 1866
  - Un pied dans le crime
- 1867
  - Le fils du brigadier
  - La grammaire
  - La main leste
  - Les chemins de fer
- 1868
  - Le papa du Prix d'Honneur
  - Le corricolo
  - Le roi d'Amatibou
  - Le petit voyage
- 1869
  - Le dossier de Rosafol
  - Le choix d'un gendre
- 1870
  - Le plus heureux des trois (Il più felice dei tre)[7]
  - Le cachemire X.B.T.
- 1871
  - Le livre bleu
  - L'ennemie
- 1872
  - Il est de la police
  - La mémoire d'Hortense
  - Doit-on le dire ?
- 1873
  - 29 degrés à l'ombre
- 1874
  - Garanti dix ans
  - Brûlons Voltaire !
  - Madame est trop belle
  - La pièce de Chambertin
  - Les samedis de Madame
- 1875
  - Les trente millions de gladiator
  - Un mouton à l'entresol
  - La guigne
- 1876
  - Le Prix Martin
  - Le roi dort
  - La cigale chez les fourmis
- 1877
  - La clé

### Piècedi cui non si conosce la data di composizione
- La Lettre chargée
- l'Amour de l'art
- Un coup de rasoir